# Yellowstonesjön
Yellowstonesjön, engelska Yellowstone Lake, är en sjö i Yellowstone nationalpark, Wyoming, USA. Den ligger 2357 meter över havsnivå och rinner ut i Yellowstonefloden.